# Vitrinella tryoni
Vitrinella tryoni är en snäckart som beskrevs av Bush 1897. Vitrinella tryoni ingår i släktet Vitrinella och familjen Vitrinellidae. Inga underarter finns listade i Catalogue of Life.